# Sycobiomorphella lacorensis
Sycobiomorphella lacorensis är en stekelart som beskrevs av Abdurahiman och Joseph 1967. Sycobiomorphella lacorensis ingår i släktet Sycobiomorphella och familjen fikonsteklar. Inga underarter finns listade i Catalogue of Life.